# Phanaeus howdeni
Phanaeus howdeni är en skalbaggsart som beskrevs av Arnaud 1984. Phanaeus howdeni ingår i släktet Phanaeus och familjen bladhorningar. Inga underarter finns listade i Catalogue of Life.